# Only Love, L
Only Love, L is het vijfde studioalbum van de Duitse zangeres Lena Meyer-Landrut. Het werd op 5 april 2019 door Polydor uitgebracht. Voorafgaand verschenen de singles 'Thank You' (16 november 2018) en 'Don't Lie to Me' (15 maart 2019), later volgden nog 'Better' (16 augustus 2019) en 'Skinny Bitch' (24 januari 2020). Het album bleef steken op de tweede plek van de Duitse hitlijst en op de vijfde plek van de Oostenrijkse hitlijst.
Op 6 december 2019 verscheen het album opnieuw, dit keer onder de titel More Love. Deze editie bevat twee nieuwe nummers (waaronder 'Better') en vier akoestische versies van nummers die al op Only Love, L stonden.
Alle singles werden grote hits. Op Spotify werden 'Thank You', 'Don't Lie to Me', 'Better' en 'Skinny Bitch' respectievelijk 54, 46, 86 en 44 miljoen keer gestreamd (geraadpleegd in mei 2023). De bijbehorende muziekvideo's werden respectievelijk meer dan 5, 9, 33 en 5 miljoen keer op YouTube bekeken (geraadpleegd in mei 2023). Ook bij de nummers 'Love' en 'Boundaries' werd een muziekvideo gemaakt, ook al verschenen deze niet als single.

## Tracklist
Alle titels zijn officieel gestileerd in kleine letters.

### Digitale editie
1. dear L
2. thank you
3. private thoughts
4. scared
5. life was a beach
6. sex in the morning (met Ramz)
7. note to myself
8. love
9. don't lie to me
10. stuck inside
11. skinny bitch
12. boundaries
13. ok

### Fysieke editie
1. dear L
2. thank you
3. private thoughts
4. scared
5. life was a beach
6. sex in the morning (met Ramz)
7. note to myself
8. love
9. don't lie to me
10. stuck inside
11. skinny bitch
12. boundaries
13. ok
14. if i wasn't your daughter (akoestische versie)

### More Love-editie
1. dear L
2. thank you
3. private thoughts
4. scared
5. life was a beach
6. sex in the morning (met Ramz)
7. note to myself
8. love
9. don't lie to me
10. stuck inside
11. skinny bitch
12. boundaries
13. ok
14. better (met Nico Santos)
15. it takes two
16. thank you (akoestische versie)
17. don't lie to me (akoestische versie)
18. skinny bitch (akoestische versie)
19. better (akoestische versie)